# Copiepresse
Copiepresse es la sociedad Belga que gestiona los derechos de los editores de periódicos de lengua francesa de dicho país. 
Copiepresse demandó a Google con éxito en las cortes belgas, reclamando que Google violaba las leyes de copyright al publicar links y resúmenes de artículos publicados en los periódicos belgas sin permiso expreso.

## Comentarios
1. ↑  "Google admite que viola leyes copyright", New York Times, 13 de febrero de 2007

- Datos: Q2996804